# آبشار شیرآباد

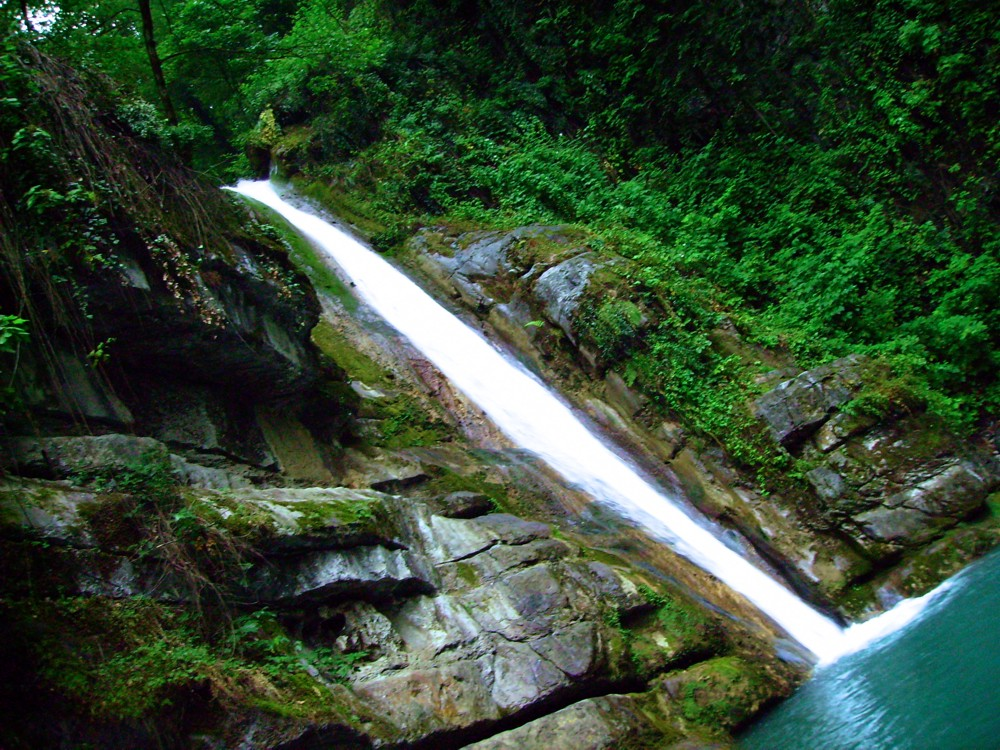
آبشار شیرآباد

آبشار شیرآباد در ۶ کیلومتری جنوب شهر خان‌ببین و در میان جنگلی بسیار زیبا واقع شده‌است. تعداد این آبشارها به هفت می‌رسد. در نزدیکی آن‌ها چندین غار نیز وجود دارد. غارهای این جنگل به دیو سپید و سمندر معروف‌اند. ارتفاع بلندترین آبشار ۲۵ متر است.
گونه در معرض انقراض سمندر گرگانی (یا سمندر غارزی ایرانی) در غارهای شیرآباد زندگی می‌کند.